# Дверь (фильм, 2013)
«Дверь» (англ. Shadow People, или The Door) — фильм ужасов 2013 года режиссёра Мэтью Арнольда. Сценарий был написан по рассказу М. Арнольда — «Люди Тени». Фильм повествует о неких Людях Теней, которые убивают своих жертв во сне. Премьерный показ фильма состоялся 19 марта 2013.

## Сюжет
В 2008 году на сайт YouTube попал видеоролик, после просмотра которого у людей начинаются галлюцинации, а некоторые умирают во сне по неизвестным причинам.
В небольшом городке в Кентукки ведущий радиошоу в ночное время Чарли Кроу (Даллас Робертс) получает странные сообщения от одного из слушателей по имени Джефф (Джонатан Бэрон), который предостерегает Чарли о Людях-Тенях, которые якобы следят за своими жертвами и убивают во сне. Чарли, приняв его за сумасшедшего, игнорирует Джеффа. На следующий день Чарли находит на пороге своего дома папку с надписью «Прочти и поверь» от Джеффа. Вечером Джефф снова звонит Чарли в прямом эфире и говорит, что единственный способ убежать от НИХ — не думать ни о чём. После этого звучит выстрел, Чарли вызывает полицейских. После этого Чарли едет в больницу и узнаёт, что Джеффри мёртв. Он умер во сне, несмотря на то, что не был ранен. Чарли заводит знакомство с Софи (Элисон Иствуд), сотрудницей Центра по контролю и профилактике заболеваний, которую также заинтересовали странные случаи смерти во сне. Вдвоём они начинают расследовать причины гибели людей, но на них уже охотятся Тени. Чарли и Софи предстоит спасти свои жизни и жизнь сына Чарли — Престона (Мэтти Липтак)…

## В ролях
| Актёр          | Роль                         |
| -------------- | ---------------------------- |
| Даллас Робертс | ведущий радиошоу Чарли Кроу  |
| Элисон Иствуд  | сотрудница CDC Софи Лэкомб   |
| Энн Дудек      | бывшая жена Чарли Эллен Кроу |
| Джонатан Бэрон | конспиролог Джеффри Пайт     |
| Мэтти Липтак   | сын Чарли Престон Кэмфилд    |
| Наташа Ицель   | студентка                    |